# 870.
◄ | 8. stoljeće | 9. stoljeće | 10. stoljeće | ►
◄ | 840-ih | 850-ih | 860-ih | 870-ih | 880-ih | 890-ih | 900-ih | ►
◄◄ | ◄ | 867. | 868. | 869. | 870. | 871. | 872. | 873. | ► | ►►
Astronomija • Književnost • Kršćanstvo • Pravo • Promet

## Rođenja
- Al Farabi, arapski filozof
- Aleksandar III., bizantski car
- Roman I. Lakapen, bizantski car
- Zwentibold, kralj Lotaringije

## Vanjske poveznice
|  | Zajednički poslužitelj ima još gradiva o temi 870. |